# André Ruschkowski
André Arnim Ruschkowski (geboren am 25. März 1959 in Berlin) ist ein deutscher Komponist und Musikwissenschaftler.

## Leben
Ruschkowski absolvierte eine Berufsausbildung auf dem Gebiet der Tonstudiotechnik und studierte von 1984 bis 1989 Musikwissenschaft an der Humboldt-Universität Berlin. Er arbeitete in Studios für elektronische Musik in der Technischen Universität Berlin, der Akademie der Künste Berlin, beim Budapester Rundfunk, den Les Ateliers UPIC in Paris und am Institut für Elektroakustik und Experimentelle Musik in Wien. Von 1992 bis 2006 war Ruschkowski Lehrbeauftragter für elektronische Musik an der Technischen Universität Berlin, 1993/1994 sowie von 1995 bis 2006 auch an der Universität Mozarteum in Salzburg. 1995 hatte er eine Gastprofessur für Musik des 20. Jahrhunderts an der Universität Köln inne. Seit 2006 war er Professor of Sound Art am Savannah College of Art and Design in Georgia.

## Werke
Er schrieb im Jahr 1993 seine Dissertation über divergierende ästhetische Konzeptionen elektronischer Musik.
1998 veröffentlichte er das Buch „Elektronische Klänge und musikalische Entdeckungen“. Ruschkowski brachte Compact Discs auf den Labels OffScale, La Muse en Circuit und Sonic Circuit heraus.

## Auszeichnungen
Ruschkowski erhielt für seine Arbeiten folgende Auszeichnungen:
- Anerkennungen beim Internationalen Wettbewerb für elektroakustische Musik 1985, 1989 und 2000 in Bourges
- Anerkennung beim Internationalen Wettbewerb für elektroakustische Musik "Luigi Russolo" 1989  in Varese
- Preis der Stadt Varese, 1990
- Preis des Wettbewerbes für Radiokunst in Paris, 1997
- 1. Preis beim Kompositionswettbewerb für Computermusik in Braunschweig, 1998